# Anoplodactylus eroticus
Anoplodactylus eroticus is een zeespin uit de familie Phoxichilidiidae. De soort behoort tot het geslacht Anoplodactylus. Anoplodactylus eroticus werd in 1968 voor het eerst wetenschappelijk beschreven door Stock. 